# Khalid El-Amin
Pour les articles homonymes, voir Amin.
Khalid El-Amin, né le 25 avril 1979 à Minneapolis aux États-Unis, est un joueur américain de basket-ball.

## Biographie
El-Amin effectue sa carrière universitaire avec les Huskies de l'université du Connecticut entre 1997 et 2000. En 1999, El-Amin, avec d'autres joueurs comme Richard Hamilton ou Jake Voskuhl remporte le championnat NCAA. Il est drafté en 2000 par les Bulls de Chicago mais ne parvient pas à se faire une place en NBA, il part donc jouer en Europe.
El-Amin est nommé dans la deuxième équipe-type de l'EuroCoupe 2008-2009.
Il est nommé meilleur joueur de la deuxième journée du Top 16 de l'Euroligue 2010-2011, ex æquo avec Marcelinho Huertas.
En juillet 2012, El-Amin signe un contrat d'un an avec Le Mans Sarthe Basket, club de première division française.
En février 2013, son contrat avec Le Mans Sarthe Basket est rompu et El-Amin s'engage avec Trabzonspor Basketball, un club évoluant en deuxième division turque. Il est remplacé au poste de meneur du MSB par Darius Washington.

## Palmarès
- 1998 0 0000 : Vainqueur des Goodwill Games avec l'équipe des États-Unis
- 1999 0 0000 : Champion de NCAA avec les UConn Huskies
- 2005 - 2006 : Champion d'Ukraine avec Azovmach Marioupol
- 2006 0 0000 : Vainqueur de la Coupe d'Ukraine avec Azovmach Marioupol
- 2006 - 2007 : Champion d'Ukraine avec Azovmach Marioupol
- 2008 0 0000 : Vainqueur de la Coupe de Turquie avec Türk Telekomspor
- 2009  0 0000 : Vainqueur de la Coupe d'Ukraine avec BK Boudivelnyk
- 2011 0 0000 : Vainqueur de la Coupe de Lituanie avec Lietuvos Rytas

## Distinctions personnelles
- 2001 0 0000 : sélectionné au NBA Rookie All-Star Game
- 2005 et 2008 : sélectionné au All-Star Game de Turquie (MVP en 2005)
- 2008 0 0000 : nommé MVP de la finale de Coupe de Turquie
- 2009 0 0000 : nommé MVP de la finale de Coupe d'Ukraine
- 2009 0 0000 : nommé dans le deuxième meilleur Cinq majeur de l'EuroCoupe 2008-2009
- 2010 0 0000 : sélectionné au All-Star Game d'Ukraine
- 2010 - 2011 : nommé MVP de la 2e semaine du Top 16 de l'Euroligue

## Clubs successifs
- 1997 - 2000 :  Huskies du Connecticut (NCAA)
- 2000 - 2001 :  Bulls de Chicago (NBA)
- 2000 - 2001 :  Gary Steelheads (CBA)
- 2000 - 2001 :  Dakota Wizards (D-League)
- 2001 - 2002 :  Strasbourg IG (Pro A)
- 2002 - 2003 :  Maccabi Ironi Ramat Gan (Ligat Ha'al)
- 2003 - 2005 :  Beşiktaş JK (TBL)
- 2005 - 2007 :  Azovmach Marioupol (Championnat d'Ukraine de basket-ball)
- 2007 - 2009 :  Türk Telekomspor (TBL)
- 2009 - 2010 :  BK Boudivelnyk (Championnat d'Ukraine de basket-ball)
- 2010 - 2011 :  Lietuvos Rytas (LKL)
- 2011 - 2012 :  Cibona Zagreb (A1 liga Ožujsko)
- 2012 - 2013 :  Le Mans Sarthe Basket (Pro A)
- 2013 :  Trabzonspor Basketball
- depuis 2014 :  BG 74 Göttingen